# Osmylus
Osmylus is een geslacht van insecten uit de familie van de watergaasvliegen (Osmylidae), die tot de orde netvleugeligen (Neuroptera) behoort.

## Soorten
- Osmylus atomatus (C.-k. Yang et al in Huang et al., 1988)
- Osmylus cilicicus Krüger, 1913
- Osmylus conanus C.-k. Yang, 1987
- Osmylus (Osmylus) decoratus Nakahara, 1914
- Osmylus elegantissimus Kozhanchikov, 1951
- Osmylus fuberosus C.-k. Yang, 1997
- Osmylus fulvicephalus (watergaasvlieg) (Scopoli, 1763)
- Osmylus gussakovskii Kozhanchikov, 1951
- Osmylus hauginus Navás, 1910
- Osmylus (Osmylus) hyalinatus McLachlan, 1875
- Osmylus kisoensis Iwata, 1928
- Osmylus megistus C.-k. Yang, 1987
- Osmylus minisculus C.-k. Yang, 1987
- Osmylus multiguttatus McLachlan, 1870
- Osmylus posticatus Banks, 1947
- Osmylus (Osmylus) pryeri McLachlan, 1875
- Osmylus taiwanensis New, 1991
- Osmylus (Plesiosmylus) tessellatus McLachlan, 1875
- Osmylus wuhishanus C.-k. Yang, 1999
- Osmylus xizangensis C.-k. Yang et al in Huang et al., 1988